# World RX de Letonia 2021
El World RX de Letonia 2021, originalmente Ferratum World RX of Riga fue la cuarta y quinta prueba de la Temporada 2021 del Campeonato Mundial de Rallycross. Se celebró del 18 al 19 de septiembre de 2021 en el Biķernieku Kompleksā Sporta Bāze ubicado en la ciudad de Biķernieki, Daugavpils, Letonia.
La cuarta ronda fue ganada por el finés Niclas Grönholm quien logró su cuarta victoria en la categoría un año después de la última lograda en la World RX de Finlandia 2020. Fue acompañado en el podio por los hermanos Hansen, Timmy terminó en la segunda posición y Kevin cerro el podio al terminar tercero.
En la quinta ronda se rompió la racha del Hansen World RX Team de meter a sus dos coches en el podio: el ganador de la prueba fue el campeón defensor Johan Kristoffersson quien consiguió su cuarta victoria en este evento. El segundo lugar fue ocupado por el ganador de la ronda anterior Niclas Grönholm y el tercer lugar fue ocupado por el mayor de los Hansen, Timmy.

## Ronda 4

### Series
| Pos. | No. | Piloto               | Equipo                          | Auto                   | Q1  | Q2  | Q3  | Pts |
| ---- | --- | -------------------- | ------------------------------- | ---------------------- | --- | --- | --- | --- |
| 1    | 1   | Johan Kristoffersson | KYB EKS JC                      | Audi S1 EKS RX Quattro | 1º  | 2º  | 2º  | 16  |
| 2    | 68  | Niclas Grönholm      | GRX-Set World RX Team           | Hyundai i20            | 3º  | 5º  | 1º  | 15  |
| 3    | 5   | Mattias Ekström      | ALL-INKL.COM Münnich Motorsport | SEAT Ibiza             | 5º  | 1º  | 3º  | 14  |
| 4    | 9   | Kevin Hansen         | Hansen World RX Team            | Peugeot 208            | 2º  | 4º  | 6º  | 13  |
| 5    | 21  | Timmy Hansen         | Hansen World RX Team            | Peugeot 208            | 4º  | 3º  | 4º  | 12  |
| 6    | 44  | Timo Scheider        | ALL-INKL.COM Münnich Motorsport | SEAT Ibiza             | 6º  | 9º  | 7º  | 11  |
| 7    | 23  | Krisztián Szabó      | GRX-Set World RX Team           | Hyundai i20            | 7º  | 8º  | 8º  | 10  |
| 8    | 69  | Kevin Abbring        | UNKORRUPTED                     | Renault Mégane R.S.    | 8º  | DNF | 5º  | 9   |
| 9    | 91  | Enzo Ide             | KYB EKS JC                      | Audi S1 EKS RX Quattro | 10º | 6º  | 9º  | 8   |
| 10   | 18  | Juha Rytkönen        | Juha Rytkönen                   | Ford Fiesta            | 9º  | 7º  | DNF | 7   |
| 11   | 17  | Dan Oberg            | Hedströms Motorsport            | Volkswagen Polo        | 11º | 10º | 10º | 6   |

### Semifinales
Semifinal 1
| Pos. | No. | Piloto               | Equipo                          | Tiempo     | Pts |
| ---- | --- | -------------------- | ------------------------------- | ---------- | --- |
| 1    | 1   | Johan Kristoffersson | KYB EKS JC                      | 05:00.535  | 6   |
| 2    | 21  | Timmy Hansen         | Hansen World RX Team            | +0.879     | 5   |
| 3    | 23  | Krisztián Szabó      | GRX-Set World RX Team           | +4.646     | 4   |
| 4    | 17  | Dan Oberg            | Hedströms Motorsport            | +38.445    | 3   |
| 5    | 5   | Mattias Ekström      | ALL-INKL.COM Münnich Motorsport | +3 vueltas | 2   |
| 6    | 91  | Enzo Ide             | KYB EKS JC                      | +6 vueltas | 1   |

Semifinal 2
| Pos. | No. | Piloto          | Equipo                          | Tiempo    | Pts |
| ---- | --- | --------------- | ------------------------------- | --------- | --- |
| 1    | 68  | Niclas Grönholm | GRX-Set World RX Team           | 04:59.330 | 6   |
| 2    | 44  | Timo Scheider   | ALL-INKL.COM Münnich Motorsport | +1.490    | 5   |
| 3    | 9   | Kevin Hansen    | Hansen World RX Team            | +6.184    | 4   |
| 4    | 69  | Kevin Abbring   | UNKORRUPTED                     | +7.049    | 3   |
| 5    | 18  | Juha Rytkönen   | Juha Rytkönen                   | +12.608   | 2   |

### Final
| Pos. | No. | Piloto               | Equipo                          | Tiempo     | Pts |
| ---- | --- | -------------------- | ------------------------------- | ---------- | --- |
| 1    | 68  | Niclas Grönholm      | GRX-Set World RX Team           | 04:59.350  | 8   |
| 2    | 21  | Timmy Hansen         | Hansen World RX Team            | +4.641     | 5   |
| 3    | 9   | Kevin Hansen         | Hansen World RX Team            | +6.034     | 4   |
| 4    | 23  | Krisztián Szabó      | GRX-Set World RX Team           | +7.209     | 3   |
| 5    | 1   | Johan Kristoffersson | KYB EKS JC                      | +1 vuelta  | 2   |
| 6    | 44  | Timo Scheider        | ALL-INKL.COM Münnich Motorsport | +5 vueltas | 1   |

## Ronda 5

### Series
| Pos. | No. | Piloto               | Equipo                          | Auto                   | Q1  | Q2  | Q3  | Pts |
| ---- | --- | -------------------- | ------------------------------- | ---------------------- | --- | --- | --- | --- |
| 1    | 68  | Niclas Grönholm      | GRX-Set World RX Team           | Hyundai i20            | 6º  | 1º  | 1º  | 16  |
| 2    | 1   | Johan Kristoffersson | KYB EKS JC                      | Audi S1 EKS RX Quattro | 2º  | 2º  | 4º  | 15  |
| 3    | 21  | Timmy Hansen         | Hansen World RX Team            | Peugeot 208            | 4º  | 4º  | 2º  | 14  |
| 4    | 5   | Mattias Ekström      | ALL-INKL.COM Münnich Motorsport | SEAT Ibiza             | 1º  | 3º  | DNF | 13  |
| 5    | 44  | Timo Scheider        | ALL-INKL.COM Münnich Motorsport | SEAT Ibiza             | 3º  | 6º  | 3º  | 12  |
| 6    | 9   | Kevin Hansen         | Hansen World RX Team            | Peugeot 208            | 9º  | 5º  | 5º  | 11  |
| 7    | 69  | Kevin Abbring        | UNKORRUPTED                     | Renault Mégane R.S.    | 5º  | 8º  | 9º  | 10  |
| 8    | 23  | Krisztián Szabó      | GRX-Set World RX Team           | Hyundai i20            | 11º | 7º  | 6º  | 9   |
| 9    | 91  | Enzo Ide             | KYB EKS JC                      | Audi S1 EKS RX Quattro | 8º  | 9º  | 7º  | 8   |
| 10   | 18  | Juha Rytkönen        | Juha Rytkönen                   | Ford Fiesta            | 7º  | 10º | 8º  | 7   |
| 11   | 17  | Dan Oberg            | Hedströms Motorsport            | Volkswagen Polo        | 10º | 11º | DNS | 6   |

### Semifinales
Semifinal 1
| Pos. | No. | Piloto          | Equipo                          | Tiempo    | Pts |
| ---- | --- | --------------- | ------------------------------- | --------- | --- |
| 1    | 68  | Niclas Grönholm | GRX-Set World RX Team           | 04:59.844 | 6   |
| 2    | 21  | Timmy Hansen    | Hansen World RX Team            | +1.428    | 5   |
| 3    | 44  | Timo Scheider   | ALL-INKL.COM Münnich Motorsport | +1.756    | 4   |
| 4    | 91  | Enzo Ide        | KYB EKS JC                      | +6.338    | 3   |
| 5    | 69  | Kevin Abbring   | UNKORRUPTED                     | +6.353    | 2   |
| 6    | 17  | Dan Oberg       | Hedströms Motorsport            | +21.143   | 1   |

Semifinal 2
| Pos. | No. | Piloto               | Equipo                          | Tiempo    | Pts |
| ---- | --- | -------------------- | ------------------------------- | --------- | --- |
| 1    | 1   | Johan Kristoffersson | KYB EKS JC                      | 04:59.282 | 6   |
| 2    | 5   | Mattias Ekström      | ALL-INKL.COM Münnich Motorsport | +0.474    | 5   |
| 3    | 9   | Kevin Hansen         | Hansen World RX Team            | +4.157    | 4   |
| 4    | 23  | Krisztián Szabó      | GRX-Set World RX Team           | +6.844    | 3   |
| 5    | 18  | Juha Rytkönen        | Juha Rytkönen                   | +7.510    | 2   |

### Final
| Pos. | No. | Piloto               | Equipo                          | Tiempo    | Pts |
| ---- | --- | -------------------- | ------------------------------- | --------- | --- |
| 1    | 1   | Johan Kristoffersson | KYB EKS JC                      | 04:59.316 | 8   |
| 2    | 68  | Niclas Grönholm      | GRX-Set World RX Team           | +0.920    | 5   |
| 3    | 21  | Timmy Hansen         | Hansen World RX Team            | +2.149    | 4   |
| 4    | 5   | Mattias Ekström      | ALL-INKL.COM Münnich Motorsport | +2.274    | 3   |
| 5    | 9   | Kevin Hansen         | Hansen World RX Team            | +5.525    | 2   |
| 6    | 23  | Krisztián Szabó‡     | GRX-Set World RX Team           | +8.161    | 1   |

‡ Krisztián Szabó terminó las semifinales en la 7° posición, sin embargo fue promovido a la final debido a que Timo Scheider no pudo tomar la partida.

## Campeonatos tras la pruebas
Estadísticas RX1
| Pos | Piloto               | Pts | Dif |
| --- | -------------------- | --- | --- |
| 1   | Timmy Hansen         | 130 |     |
| 2   | Kevin Hansen         | 113 | +17 |
| 3   | Johan Kristoffersson | 110 | +20 |
| 4   | Niclas Grönholm      | 107 | +23 |
| 5   | Krisztián Szabó      | 88  | +42 |

- Nota: Sólo se incluyen las cinco posiciones principales.